# Baudette
Baudette város az USA Minnesota államában. Lakosainak száma 966 fő (2020. április 1.).

## Népesség
A település népességének változása:
| Lakosok száma | 1104 | 1106 | 966  |
|               | 2002 | 2010 | 2020 |